# روز هفتم (فیلم ۲۰۲۱)
روز هفتم (به انگلیسی: The Seventh Day) فیلمی محصول سال ۲۰۲۱ و به کارگردانی جاستین پی لانگ است. در این فیلم بازیگرانی همچون گای پیرس، وادهیر درباز، استیون لانگ، کیث دیوید، روبن بارتلت، بردلی جیمز و کریس گالوست ایفای نقش کرده‌اند.